# Jeremiah Clemens
Jeremiah Clemens, född 28 december 1814 i Huntsville, Mississippiterritoriet (nuvarande Alabama), död 21 maj 1865 i Huntsville, Alabama, var en amerikansk demokratisk politiker och romanförfattare. Han representerade delstaten Alabama i USA:s senat 1849-1853.
Clemens utexaminerades 1833 från University of Alabama. Han avlade 1834 juristexamen vid Transylvania University. Han deltog i mexikanska kriget som överstelöjtnant.
Clemens efterträdde 1849 Benjamin Fitzpatrick som senator för Alabama. Han efterträddes 1853 av Clement Claiborne Clay. Efter tiden i senaten var Clemens en framgångsrik romanförfattare. Bernard Lile utkom 1856, Mustang Grey 1858 och The Rivals 1860. Den sistnämnda romanen handlar om rivaliteten mellan Alexander Hamilton och Aaron Burr. Clemens sista roman, Tobias Wilson, en roman om amerikanska inbördeskriget, utkom postumt år 1865.
Clemens var motståndare till Alabamas utträde ur USA. Han deltog i konventet där utträdet godkändes med en majoritet av 61 mot 39. Clemens röstade emot och motiverade sin röst med att Alabama inte borde dra förhastade slutsatser före Abraham Lincoln har fattat ett konkret beslut om frigivningen av slavarna. Efter omröstningen krävde Clemens att utträdet borde få stöd av en folkomröstning för att träda i kraft men det ordnades aldrig någon folkomröstning i frågan. Clemens gick med på att stöda sydstaterna efter att beslutet väl hade fattats men redan 1862 bytte han sida i konflikten. Han höll kontakt med USA:s (nordstaternas) regering och gav dem råd om hur man borde handskas med sydstaterna efter inbördeskrigets slut.
Mark Twains far John Marshall Clemens var Jeremiah Clemens kusin.